# Futebol Feminino do Futebol Clube do Porto
O Futebol Clube do Porto é um clube desportivo da cidade do Porto, Portugal, onde se praticam diversas modalidades. O presente artigo é sobre a sua equipa feminina de futebol, que joga na Terceira Divisão, o terceiro escalão da modalidade em Portugal.

## História
A equipa feminina do FC Porto foi anunciada no ano de 2024, sendo oficialmente inscrita nas competições da FPF em julho do mesmo ano. A apresentação oficial da equipa foi realizada no Estádio do Dragão, com uma vitória contra o União de Leiria por 9–0, jogo que bateu o recorde de maior assistência no futebol feminino em Portugal, totalizando 31 093 espectadores.
O seu primeiro jogo oficial foi contra o Académico de Viseu na primeira eliminatória da Taça de Portugal, uma vitória por 3–0, sendo eliminado na fase seguinte frente Marítimo, equipa da Primeira Divisão, com uma derrota pela margem mínima (1–0).  A equipa participou também na Taça AF Porto, onde ficou em primeiro lugar do seu grupo, perdendo apenas na final da competição contra o Valadares Gaia, por 3–0.
Como equipa recém criada, o Porto começou na Terceira Divisão, menor escalão do futebol até à temporada de 2024/25. Na primeira fase atingiu a sua maior vitória de sempre, 28–0 nos dois jogos contra o GDR Soalhães, terminando o seu grupo em primeiro com 30 pontos em 10 jogos e um saldo positivo de golos de 130 (134 marcados e 4 sofridos). Na fase seguinte garantiu a subida direta à Segunda Divisão três jornadas antes do término da mesma. No dia 8 de junho de 2025, a equipa portista garantiu a sua primeira conquista ao vencer o Real SC por 6–2 no agregado, tornando-se assim campeã da Terceira Divisão de forma 100% vitoriosa.

## Plantel
Atualizado em 5 de fevereiro de 2025